# Caesarobriga
Caesarobriga es el nombre romano de Talabriga (la actual Talavera de la Reina), ciudad de los vetones en el valle del Tajo conquistada en el año 181 a. C. por Quinto Fulvio Flaco, tras enfrentarse a una feroz resistencia de sus antiguos pobladores. El topónimo Talabriga puede traducirse como "ciudad del valle", y comparte el sufijo -briga con muchas otras poblaciones de origen celta.
Aparece citada en Ab Urbe Condita de Tito Livio y en Geographiké de Ptolomeo. Se encuentra en el recorrido del Itinerario Antonino A-25 
encabezado con el título de Alio itinere ab Emerita Cesaragustam 369 que significa Otro camino de Mérida a Zaragoza, 369 millas,  entre las plazas de Augustobriga y Toletum.

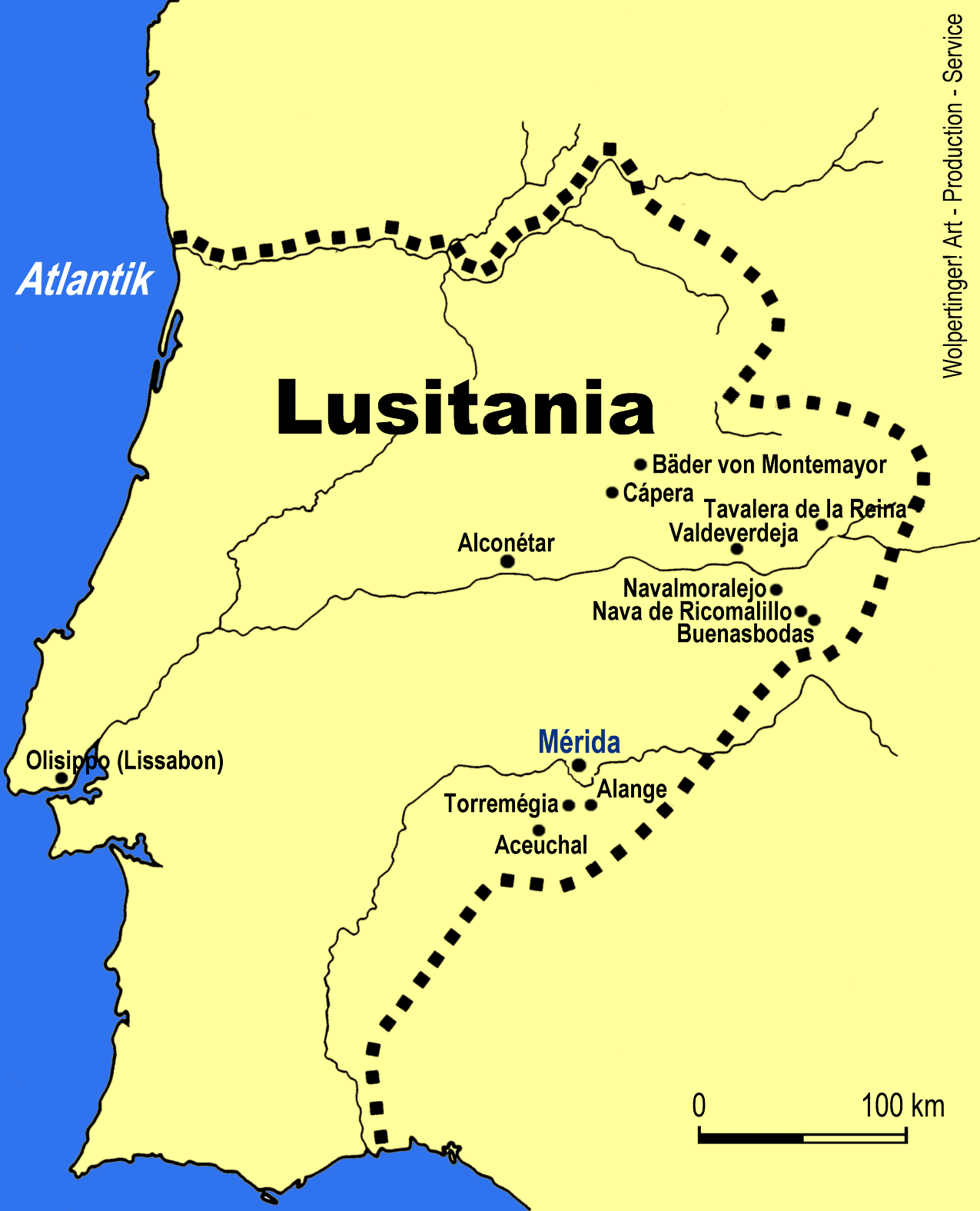
Caesarobrica (Talavera de la Reina) en la Hispania Lusitana.

## Época romana
Su posición geográfica, y el puente que se construyó sobre el Tajo, motivaron la importancia de Caesarobriga como centro de comercio y descanso en la calzada romana que conectaba Augusta Emerita con Complutum y Tarraco, desde donde se continuaba viaje a Roma por mar.
Dentro de la provincia romana de Lusitania, Caesarobriga fue civitas stipendiaria y alcanzó la categoría de municipium en la época flavia. Se convirtió en capital de conventus. En su entorno se crearon villae, siendo la más importante la de Saucedo, junto al arroyo Albaladiel y que se ha conservado hasta nuestros días. Los restos del yacimiento más importantes son los pavimentos musivarios, y restos de piscinas bautismales de los primeros cristiano-romanos. Las localidades y villae de tu territorio contribuían con impuestos (adtributio y contributio) a la riqueza de la ciudad. A lo largo del siglo I fue monumentalizada con teatro, templos y foro. Acuñó su propia moneda.
Para su defensa, la ciudad fue amurallada. El recinto amurallado romano se asienta sobre los muros celtas previos y siguen el primer recinto actual. Se conoce la existencia del foro romano cuyos restos se encuentran en la actual Plaza del Pan y bajo el Ayuntamiento. El circo romano se situaría al oeste del foro. En ese mismo espacio y bajo la actual Colegiata de Santa María la Mayor se situaría un templo dedicado a Júpiter. En la zona oeste han aparecido restos de otro templo dedicado a Mercurio. Del puente romano antiguo sólo se conservan las bases del mismo en el primer tramo, ya que el resto es reconstrucción medieval.
Al ser Caesarobriga capital de una comarca agrícola, el culto a la diosa Ceres estaba muy extendido y contaba con un templo compartido con Palles en la zona este, probablemente romanizado sobre un lugar sagrado para los celtas y su dios recurrente Teutates. Con la llegada de la primavera los caesarobrigenses y los representantes de las villas y localidades del convento jurídico se desplazaban al templo de Ceres para ofrecer regalos (mondas) a la diosa Ceres. Los presentes consistían en cestas de cereales, flores y cera. Esta fiesta de la primavera fue cristianizada posteriormente, en el año 602, por el rey Liuva II, que donó la imagen de la Virgen del Prado.

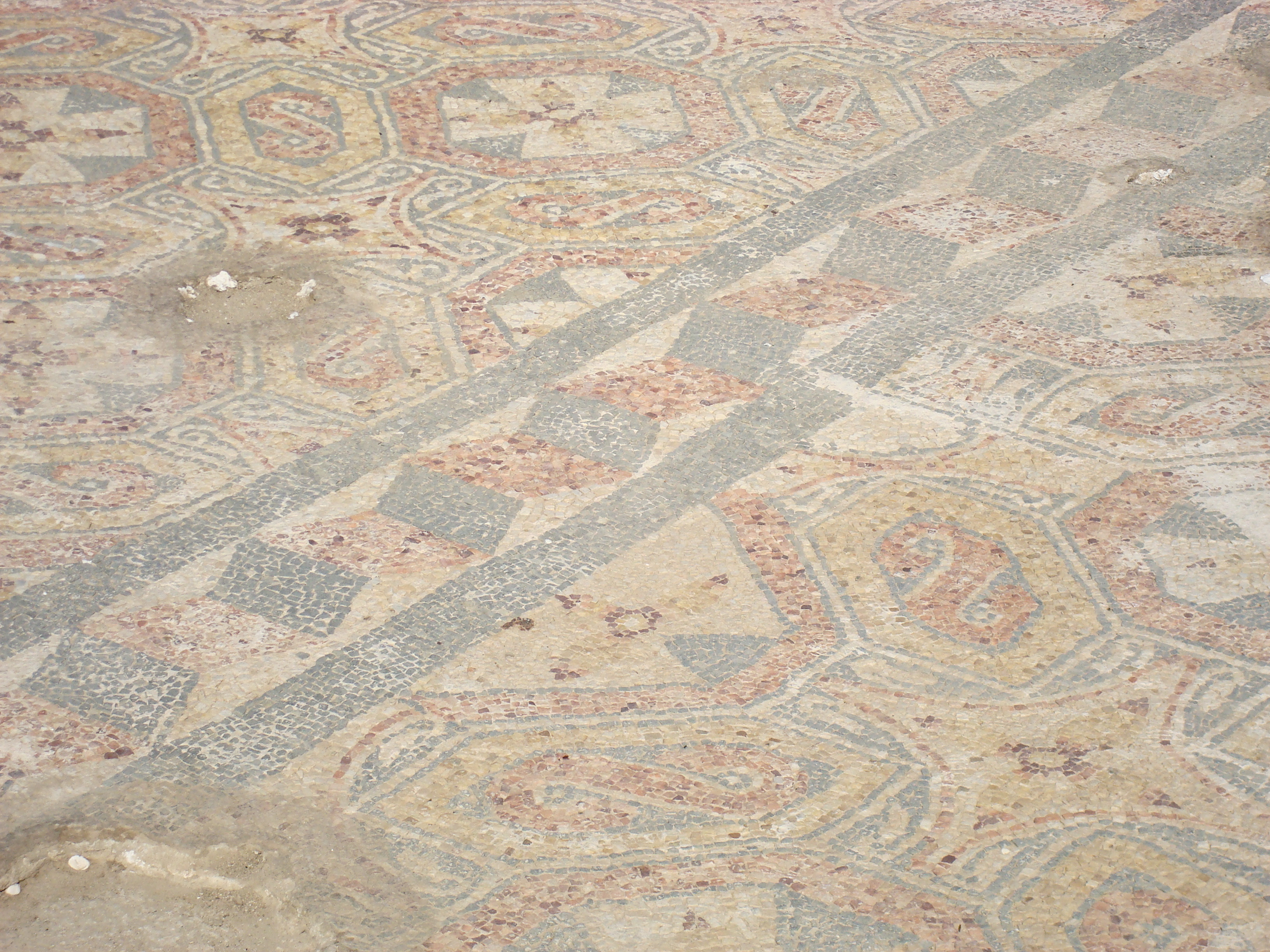
Teselas romanas en la Villa de Saucedo (Talavera de la Reina) en la Hispania Lusitana.

La fiesta de las Mondas ha perdurado hasta nuestros días celebrándose la ofrenda el sábado posterior al Domingo de Resurrección.

### Restos visibles deCaesarobriga
- Saucedo, villa romana
- Murallas de Entretorres
- Restos del Foro (Plaza del Pan, Ayuntamiento y Hospital de la Misericordia)
- Templos de Júpiter y Vespasiano (Plaza del Pan)
- Basílica de Nuestra Señora del Prado
- Jardines del Prado
- Museo Ruiz de Luna
- Estatua de Mercurio (Museo de Santa Cruz)
- Bases del puente romano (solo cuando se deseca el río Tajo)
- Parque de Roma (restos de columnas romanas)